# Cartas de Catão

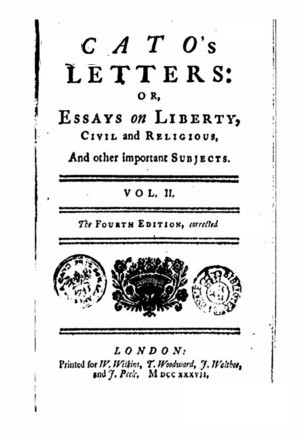

As Cartas de Catão foram ensaios dos escritores britânicos John Trenchard e Thomas Gordon, publicados pela primeira vez de 1720 a 1723 sob o pseudônimo de Catão (95-46 a.C), o inimigo implacável de Júlio César e um famoso defensor dos princípios republicanos (mos maiorum).

## Objetivo
As Cartas são consideradas um trabalho fundacional na tradição dos homens da Commonwealth. Os 144 ensaios foram publicados originalmente no London Journal, mais tarde no British Journal, condenando a corrupção e a falta de moralidade no sistema político britânico e alertando contra o governo tirânico e o abuso de poder.

## Publicação
As cartas foram coletadas e impressas como Ensaios sobre Liberdade, Civil e Religiosa. Uma medida de sua influência é atestada por seis edições impressas por volta de 1755. Uma geração depois, seus argumentos influenciaram imensamente os ideais da Revolução Americana. De acordo com a obra Patriot-Heroes in England and America de Peter Karsten, as Cartas de Catão eram as coleções mais comuns nas estantes de livros dos pais fundadores dos Estados Unidos.

## Influência
Essas cartas também forneceram inspiração e ideais para a geração revolucionária americana. Os ensaios foram amplamente distribuídos nas Treze Colônias e freqüentemente citados em jornais de Boston a Savannah, Geórgia. O renomado historiador Clinton Rossiter afirmou que "ninguém pode gastar tempo nos jornais, inventários de bibliotecas e panfletos da América colonial sem perceber que as Cartas do Cato, em vez do Governo Civil de John Locke, eram a fonte mais popular, citável e estimada de ideias políticas no período colonial." 
O Cato Institute, um think tank de Washington, D.C., fundado por Edward H. Crane em 1977, leva o nome de Cato's Letters.